# Ванильное мороженое
Ванильное мороженое (англ. Vanilla Ice) — одна из самых популярных разновидностей мороженого в мире, имеющая в своём составе ваниль, или, чаще и более массово, ванилин. Как и другие виды мороженого, в США исторически первоначально ванильное мороженое создавалось путём охлаждения смеси из сливок, сахара и ванили в ёмкостях, размещавшихся в деревянных контейнерах (вёдрах, бочках) со льдом и солью.
Тип ванили, используемой для ароматизации мороженого, зависит от себестоимости конечного продукта. Натуральный экстракт ванили из растений весьма дорогостоящ и, в отличие от искусственного ванилина, используется для ароматизации только премиального мороженого. Ванильное мороженое десятилетиями уверенно занимает первое место по продажам в Америке.
Благодаря популярности и массовом восприятии американцами ванильного мороженого, как базового и основного вкуса («по умолчанию»), в США, а затем и в мире, распространился термин «обычная ваниль» (англ. plain vanilla), обозначающий что-то простое, но надёжное, привычное, стабильное, удобное и проверенное временем. Термин популярен на Западе в сфере коммерции, маркетинга и бизнеса, где «ванильными» называют определённые финансовые инструменты, хотя имеет и широкое, повсеместное хождение. В сфере информационных технологий и программирования уже в 1980-е годы возникло такое понятие, как «ванильный софт».

## История

### Ваниль
Ваниль впервые была использована среди предков мексиканцев. К 1510-м годам испанские конкистадоры, исследуя восточное побережье современной Мексики, столкнулись с мезоамериканцами, употреблявшими ваниль в напитках и еде. Первыми людьми, которые начали культивировать ваниль, были тотонаки. Ацтеки переняли ваниль у побеждённых тотонаков в XV веке. Испанцы, в свою очередь, заполучили новое растение, когда покорили ацтеков. Ацтеки пили шоколад с добавлением ванили, испанцы последовали их примеру. Ванильные бобы были привезены в 1559 году в Испанию конкистадором Эрнаном Кортесом.
В Испании ваниль использовалась для ароматизации шоколадного напитка, который сочетал в себе какао-бобы, ваниль, кукурузу, воду и лёд. В итоге напиток распространился во Франции, Англии, а затем и по всей Европе к началу 1600-х годов. В 1602 году Хью Морган — аптекарь и лекарь Елизаветы I, рекомендовал употреблять ваниль отдельно от какао. Он добавлял эту специю в блюда королевы, поскольку она считала ваниль мощным афродизиаком. Маркиза де Помпадур добавляла в свой рацион ваниль, когда пыталась вернуть короля Франции Людовика XV в 1750-х годах.
Когда использование ванили в еде и напитках стало независимым от какао, она стала более заметной во французских рецептах. Французы использовали ваниль для ароматизации французского ванильного мороженого.

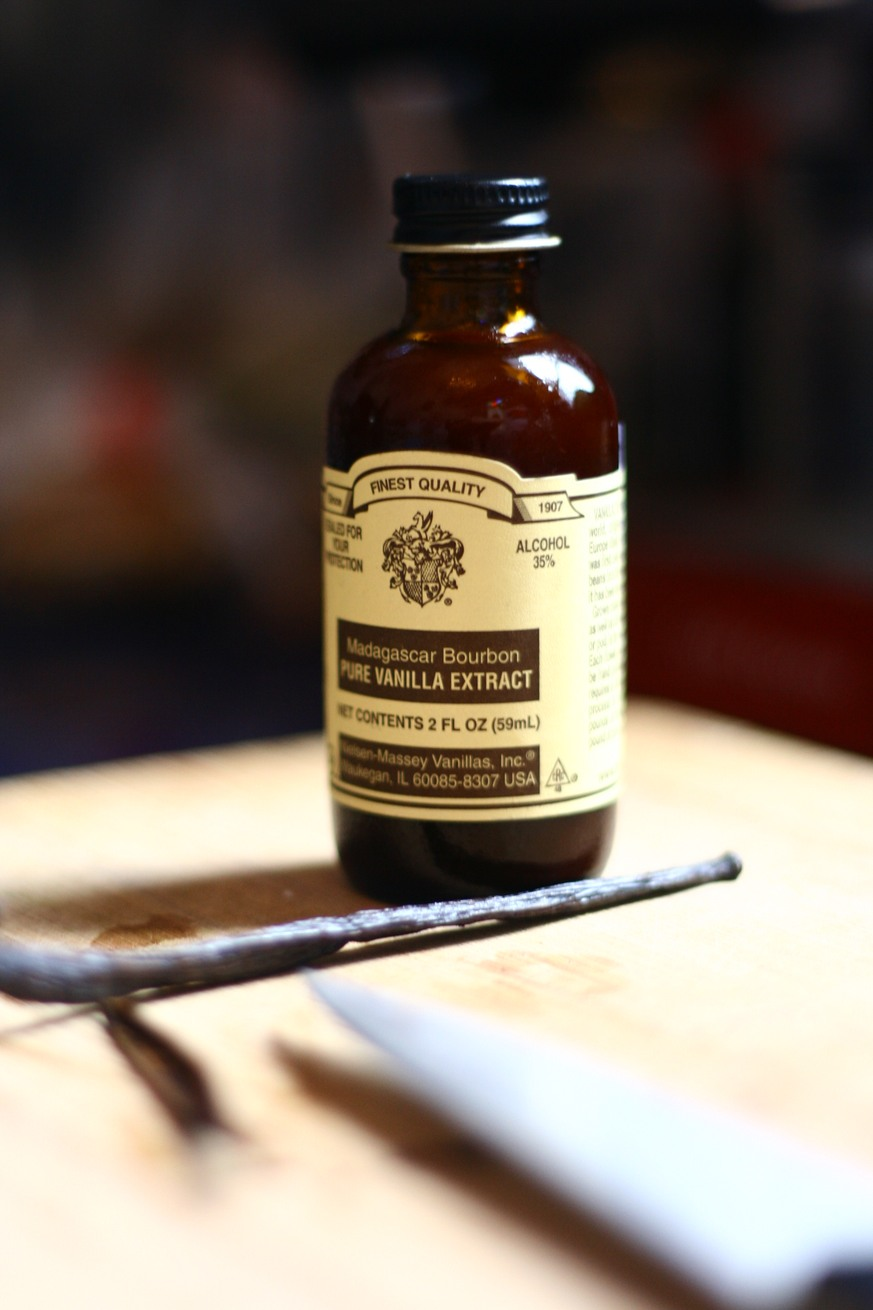
Экстракт ванили

В 1841 году на вулканическом острове Реюньон 12-летний раб открыл кропотливый, но эффективный метод ручного опыления ванили, который используется до сих пор. Эта агротехника распространилась от Реюньона до Мадагаскара и других соседних островов и вернулась в Мексику. Плантаторы Реюньона к 1848 году начали экспортировать 50 килограммов ванили во Францию, а в 1898 году они произвели 200 тонн сушёной ванили и даже обогнали Мексику в качестве её мирового поставщика. Ваниль начала поставляться не только из Реюньона. Вскоре её экспорт пошёл из Мадагаскара, Индонезии и других стран.
Синтетический ванилин как минимум в двадцать раз дешевле настоящей ванили, поэтому его производят и продают в количестве 20 000 тонн в год. В конце XIX века учёные получили ванилин из менее дорогих источников. К ним относятся эвгенол (химическое соединение, содержащееся в гвоздичном масле) и лигнин, который содержится в растениях и древесной массе. Сегодня около 85 процентов ванилина получают из гваякола. В XXI веке только 1 % рынка оборота специи приходится на натуральную ваниль, цены на которую остаются очень высокими. Дороже ванили из натуральных приправ стоит только шафран. В 2018 году ваниль достигла рекордной отметки в 445 фунтов стерлингов за килограмм, что сделало его на тот момент более дорогим, чем серебро.
Объём мирового рынка экстракта ванили оценивался в 5,26 млрд долларов США в 2021 году. Мадагаскар является главным местом по выращиванию ванили. Более 50 % мирового производства натуральной ванили приходится на Мадагаскар.
Более половины выращиваемой ванили покупают Соединённые Штаты, являясь крупнейшим потребителем ванили в мире, за ними следует Европа.

### Мороженое
Происхождение мороженого можно проследить до периода Юань XIV века. Существуют сведения, что мороженое подавалось в могольском суде. Идея использования смеси льда и соли для охлаждения, которая является частью процесса создания мороженого, возникла в Азии. Метод распространился с Востока в Европу, когда арабы и мавры отправились в Испанию между 711 и 1492 годами.
Как только охлаждаемый метод смешивания льда и соли распространился в Европе, итальянцы стали заниматься производством мороженого. К началу XVIII века рецепты мороженого появились во Франции. Французы превратили мороженое в более мягкий и насыщенный продукт с добавлением яиц или яичных желтков. Первые рецепты мороженого, записанные французами в начале XVIII века, не включали яичные желтки. Однако к середине XVIII века французские рецепты мороженого стали включать яичные желтки.

### США

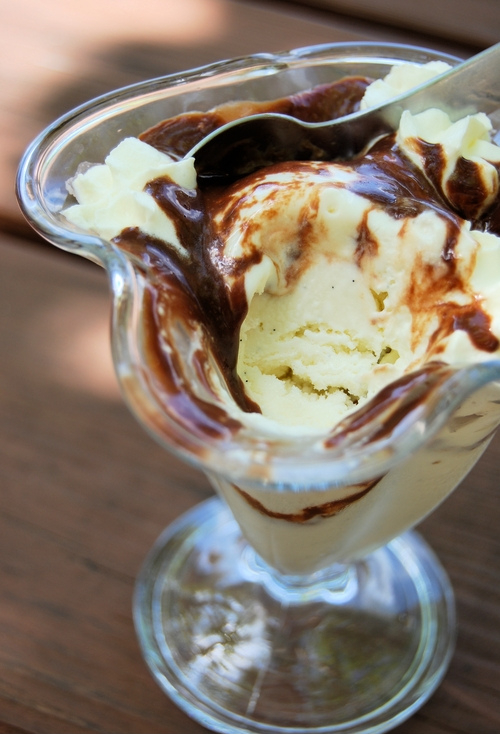
Дам Бланш из ванильного мороженого, сливок и шоколада

Первое сообщение о появлении мороженого в Новом Свете датируется 1744 годом, когда новый десерт подавали у губернатора Мэриленда Томаса Блейдена (иногда приписывая презентацию его отцу Уильяму Блейдену, что не совпадает по хронологии).
Ванильное мороженое было представлено в США Томасом Джефферсоном. Он попробовал его во Франции, где служил послом, и регулярно покупал. Джефферсон привёз рецепт этого мороженого в США, вместе со стручками ванильных бобов. В 1791 году Томас Джефферсон создал свой собственный рецепт ванильного мороженого. Рецепт хранится в библиотеке Конгресса. Томас Джефферсон популяризировал мороженое для американцев, причём именно его ванильный вариант.
Первая реклама мороженого в США появилась в «Нью-Йоркской газете» 12 мая 1777 года, где писалось, что у определённого кондитера мороженое доступно «почти каждый день». Однако в то время мороженое было доступно только богатым покупателям из-за дорогих ингредиентов, необходимых для его приготовления. Сахар, импортируемый с Карибских островов, и лёд, который летом надо было завозить из северных широт и хранить в ледниках, было труднее и дороже достать.
Производство мороженого на промышленном уровне в Америке началось в 1851 году. Его начал торговец молоком из Балтимора Джейкоб Фассел. В 1856 году он открыл завод по производству мороженого в Вашингтоне, округ Колумбия, а к 1864 году расширился до Бостона и Нью-Йорка.
Развитие индустрии производства мороженого в Северной Америке ускорилось с появлением первого механического рефрижератора в 1878 году, хотя в течение ещё многих десятилетий после этого мороженое замораживали с использованием каменной соли и льда.
Первая морозильная камера для мороженого с прямым расширением (англ. direct-expansion ice cream freezer) была изобретена в 1913 году. Производители мороженого начали использовать метод прямого расширения, при котором морозильную камеру окружал жидкий аммиак, или другой хладагент, а не рассол, охлажденный аммиаком.
Первая коммерческая морозильная камера непрерывного действия была представлена в 1926 году.

## Производство

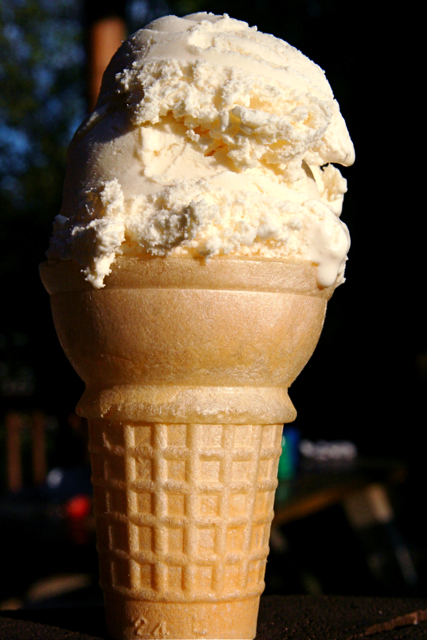
Ванильное мороженое в вафельном рожке

Чтобы приготовить мороженое в США в XVIII веке, поварам и кондитерам требовались «большое деревянное ведро», «металлическая ёмкость для заморозки с крышкой, называемая сорбетьером» (мороженица), лёд, соль и смесь на основе сливок, которую они планировали замораживать. Процесс начинался с создания льда и смешивания его с солью — для интенсивного охлаждения. Затем готовилась молочная смесь. Вместе лёд и соль создавали охлаждающий эффект. Кондитеры добавляли смесь для мороженого в ёмкость (кастрюлю) для заморозки и закрывали её. Кастрюлю для заморозки ставили в деревянное ведро, где её содержимое активно перемешивали и встряхивали, чтобы мороженое приобрело кремообразную консистенцию.
В 1843 году американская изобретательница Нэнси М. Джонсон создала первую мороженицу с ручкой для микширования смеси. Во внутреннем металлическом цилиндре находился рычаг, который поворачивался кривошипной рукояткой. Каменная соль и лёд были в деревянном ведре, окружающем цилиндр со смесью сливок, сахара, яиц и других ингредиентов внутри. Смесь перемешивалась и замерзала от льда и соли. Рукоятка перемешивала лопатками мороженое, одновременно соскребая ими замороженные слои со стенок железной ёмкости, обложенную интенсивно испаряющимся от соли колотым и дроблёным льдом. До 1843 года для приготовления мороженого требовалось больше времени. «Мороженица» Джонсон позволяла создавать мороженое в течение 30 минут в эпоху, когда ещё не было электрических холодильников. Рукоятка снаружи устраняла этап извлечения железной ёмкости из деревянной кадки, чтобы соскоблить со стенок замораживаемое мороженого, упрощая и ускоряя процесс.
После изобретения Нэнси Джонсон коммерческие компании по производству мороженого начали использовать мороженицы, приводимые в движение «лошадьми, паровыми двигателями и, наконец, электрическими двигателями». Продажи мороженого в США возросли.
Люди, которые готовили мороженое дома, также начали использовать электрические мороженицы в XX веке. Производство мороженого стало более популярным, когда сахар стал дешевле, и лёд стало легче достать, чем до внедрения электрических холодильников. После окончания Гражданской войны в США цены на мороженое снизились, и к производству мороженого присоединилось больше оптовиков.

## Типы ароматизаторов

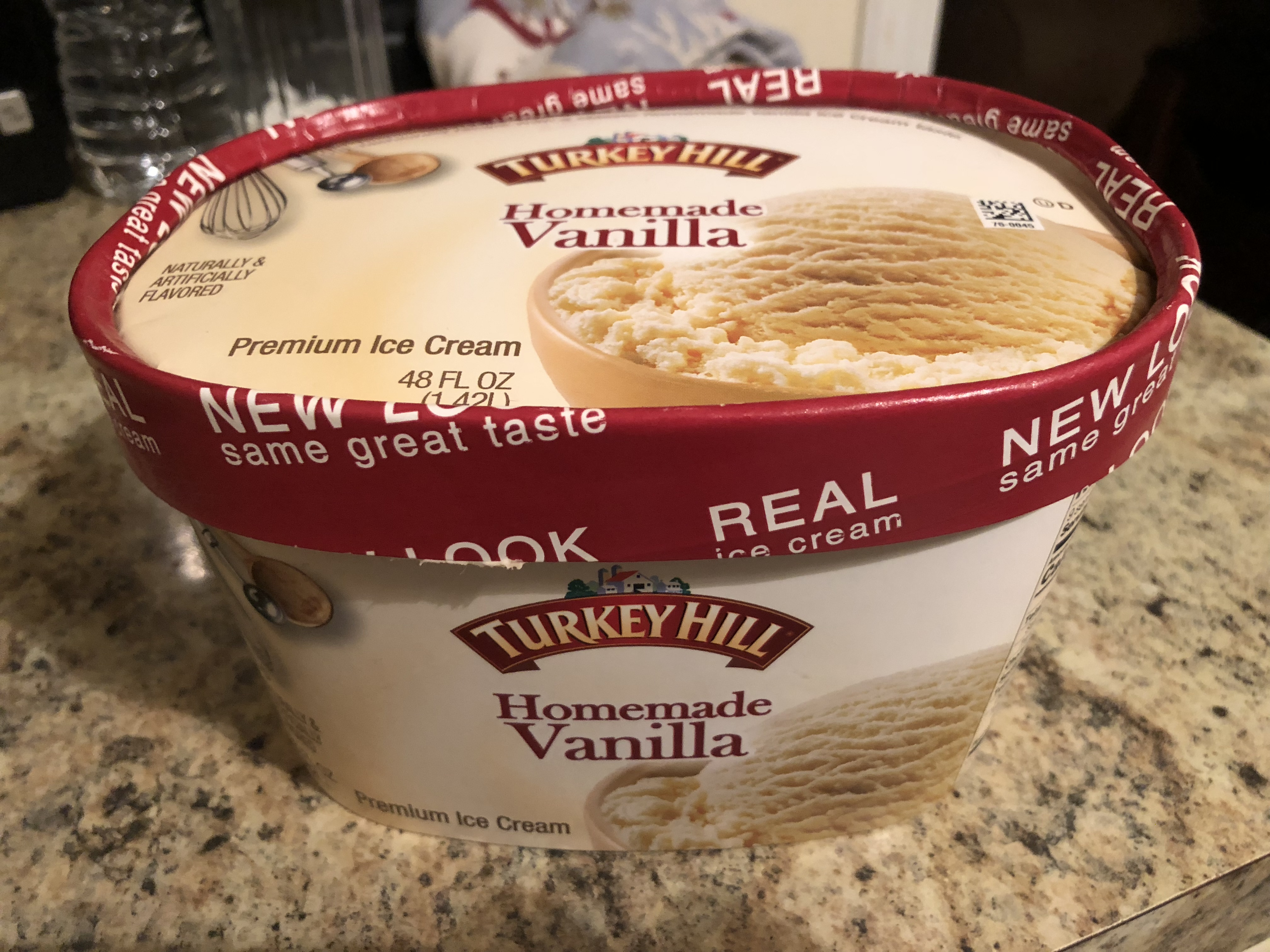
Мороженое, содержащее как натуральный экстракт ванили, так и искусственный ванилин

Мировые отрасли производства мороженого и шоколада потребляют 75 % производимого ванилина. В Северной Америке и Европе потребители предпочитают более яркий вкус, в то время как в Ирландии желателен более анисовый вкус. Многие американцы часто считают ваниль стандартным вкусом мороженого.
Мороженое изготавливается с искусственным или натуральным ванильным ароматизатором. Искусственные ароматизаторы содержат 100 % ванилин — основной ингредиент, который придаёт аромат натуральному экстракту ванили. Натуральный экстракт ванили также содержит ещё почти 200 соединений в дополнение к ванилину. Различные химические свойства этих соединений могут вызвать проблемы совместимости с различными продуктами мороженого.
Ванильное мороженое в США классифицируется по типу и пропорциям используемого ароматизатора. Если используется только натуральный экстракт ванили, то продукт называется «ванильным мороженым» («vanilla ice-cream»). Если используется ванилин экстрагированный из натуральной ванили вместе с искусственным ванилином, то продукт называется «мороженым с ароматизированным ванильным вкусом» («vanilla flavored ice cream»). Если используется только искусственный ванилин, то продукт маркируется как «ванильное мороженое с искусственным вкусом» («artificially flavored vanilla ice-cream»). Управление по санитарному надзору за качеством пищевых продуктов и медикаментов США классифицирует ванильное мороженое на три категории:
1. Мороженое содержит только экстракт натуральной ванили.
2. Мороженое содержит не более одной унции (28 грамм) синтетического ванилина на галлон (3,8 л) ванильного экстракта.
3. Мороженое содержит только синтетические ингредиенты[56].

Во второй категории, в мороженом, ароматизированном синтетическим ванилином (в миксе с натуральной ванилью), допускается иметь до 42 % искусственного ингредиента.

## Галерея

Варианты подачи ванильного мороженого
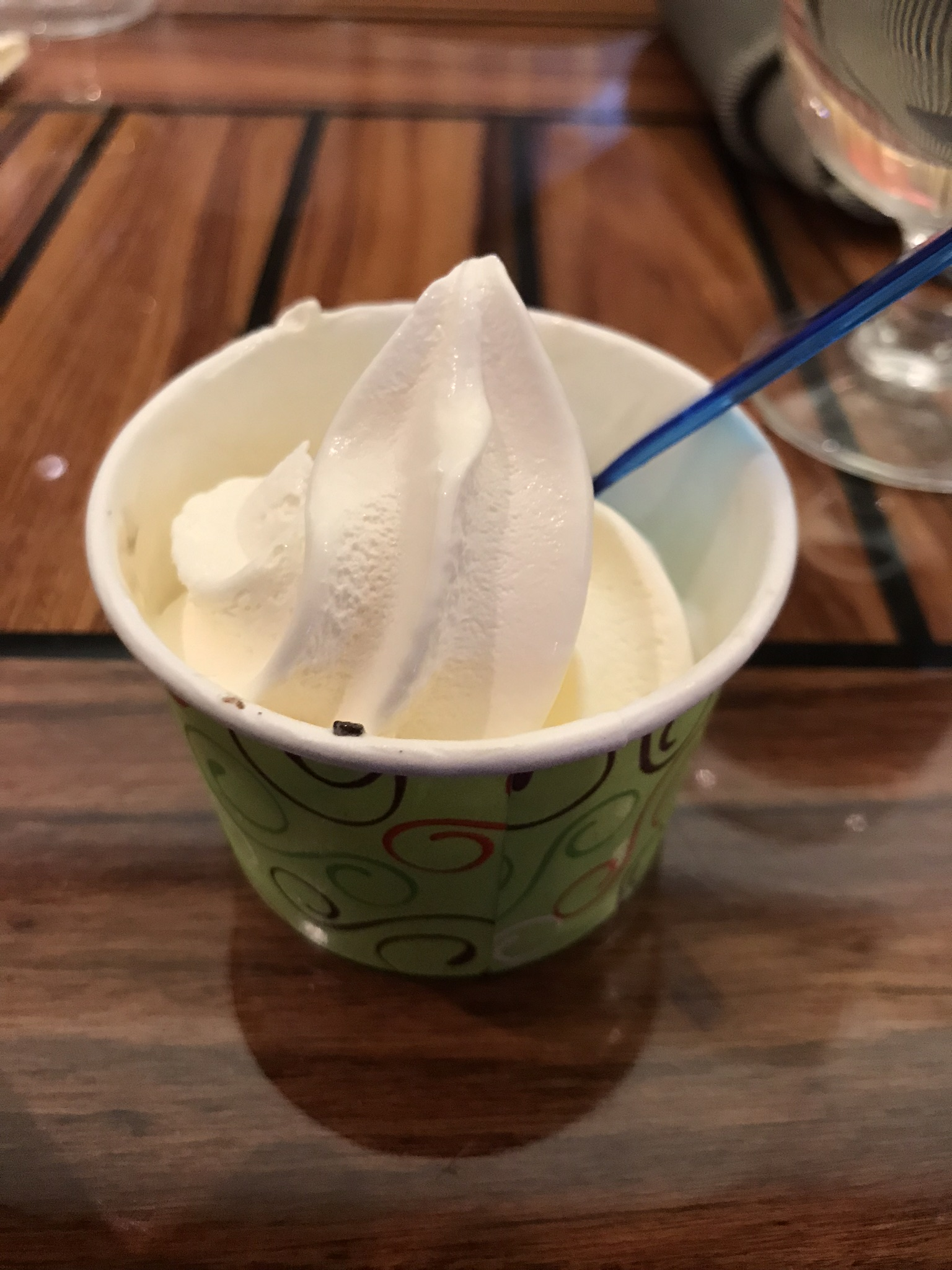
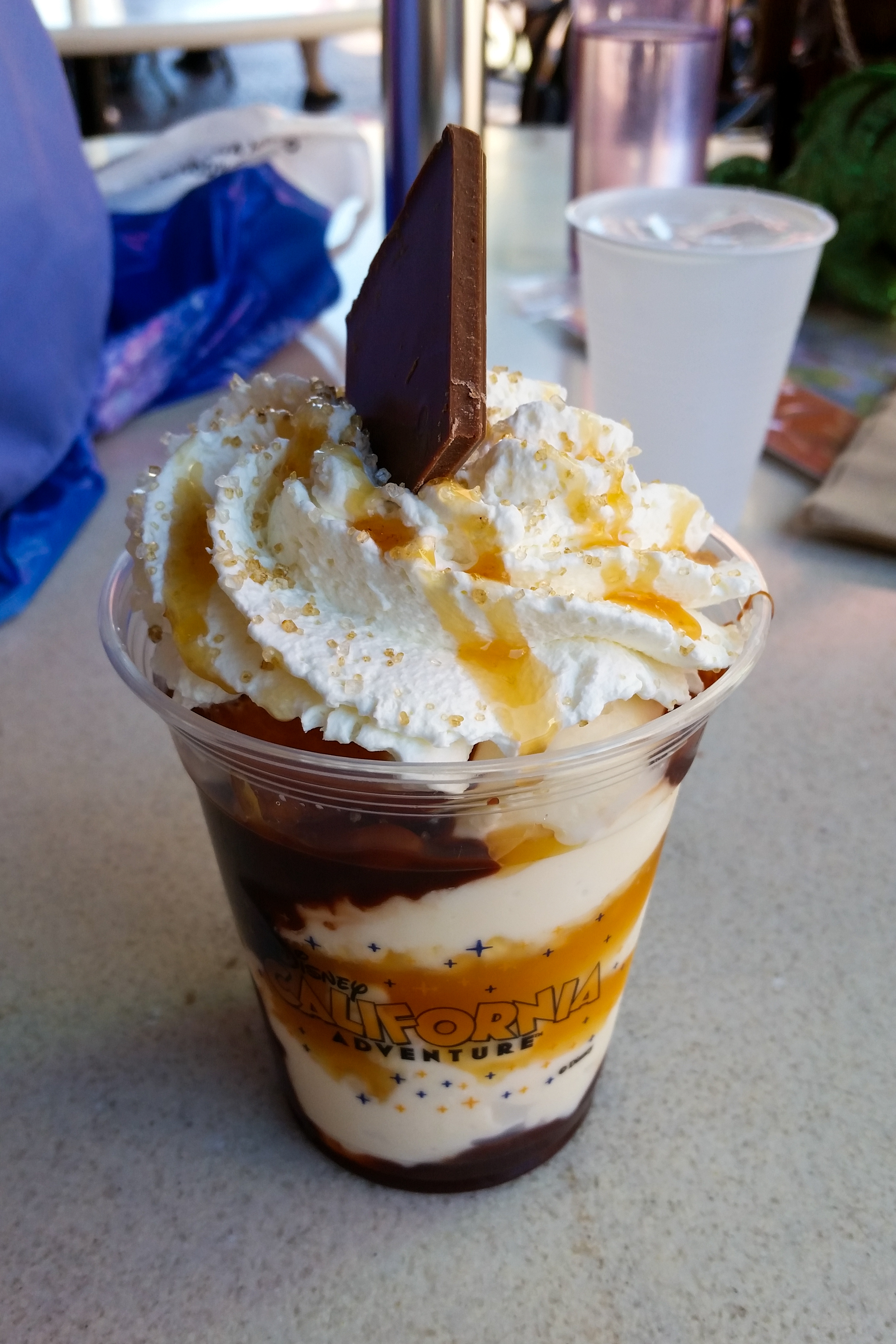
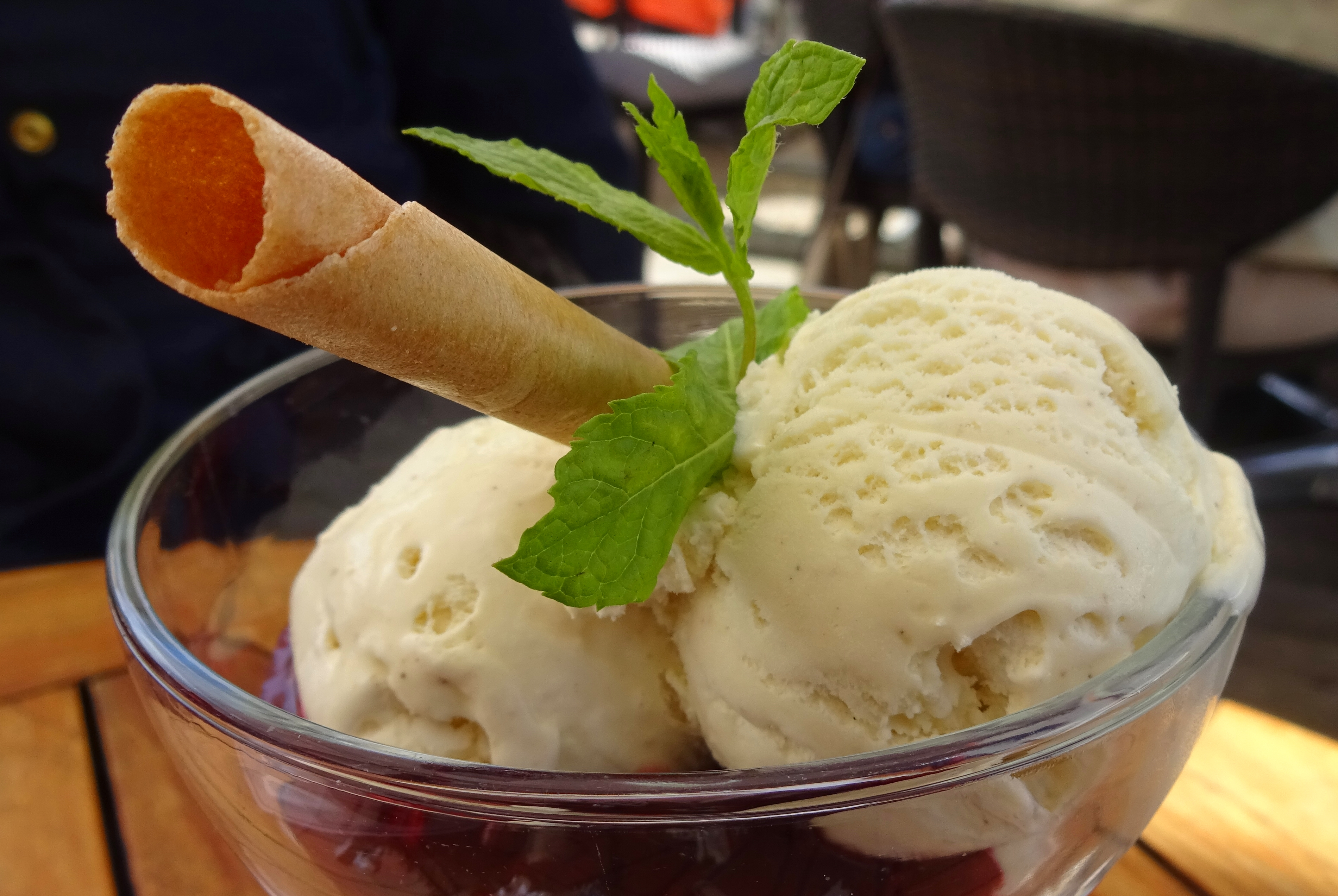
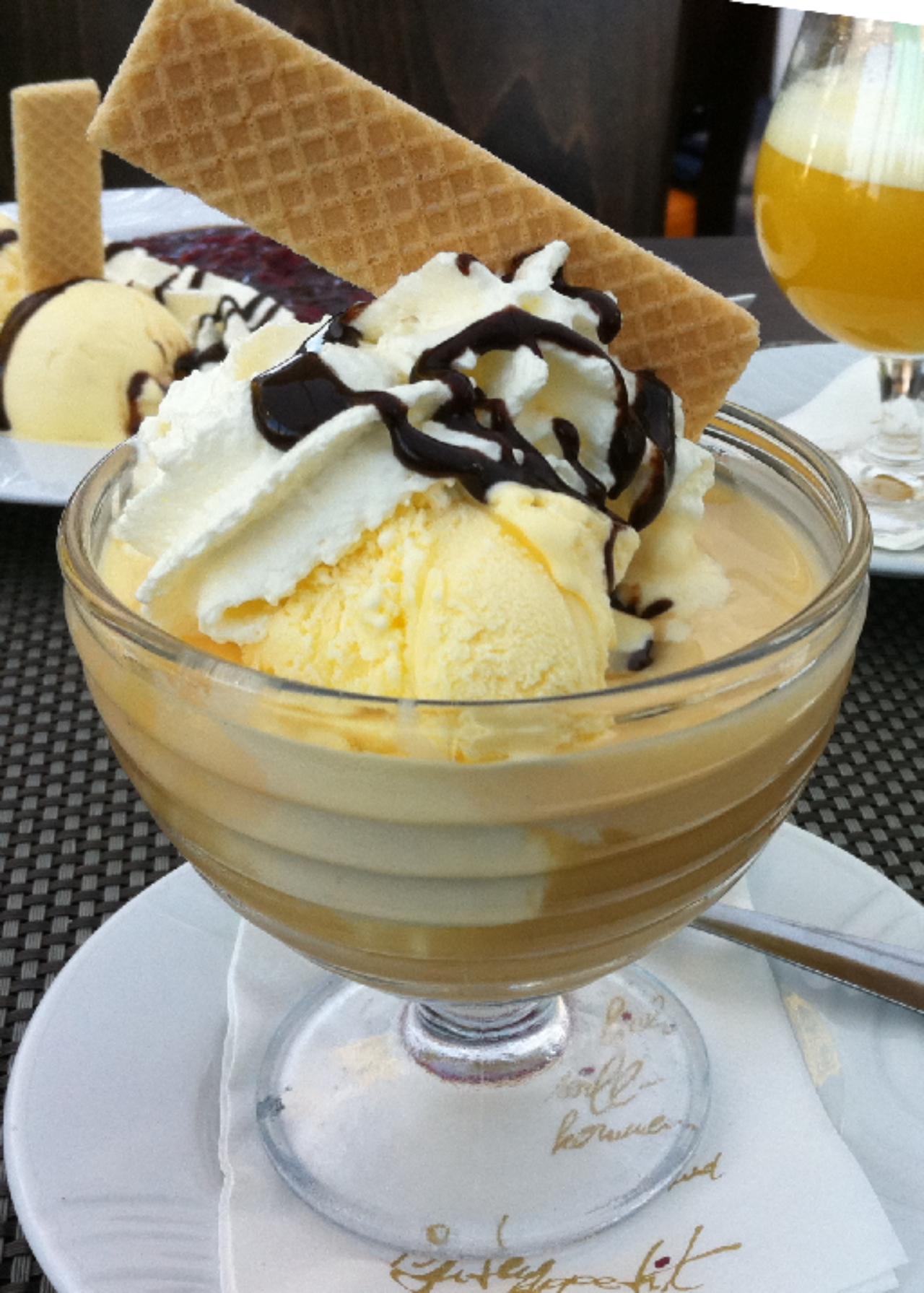
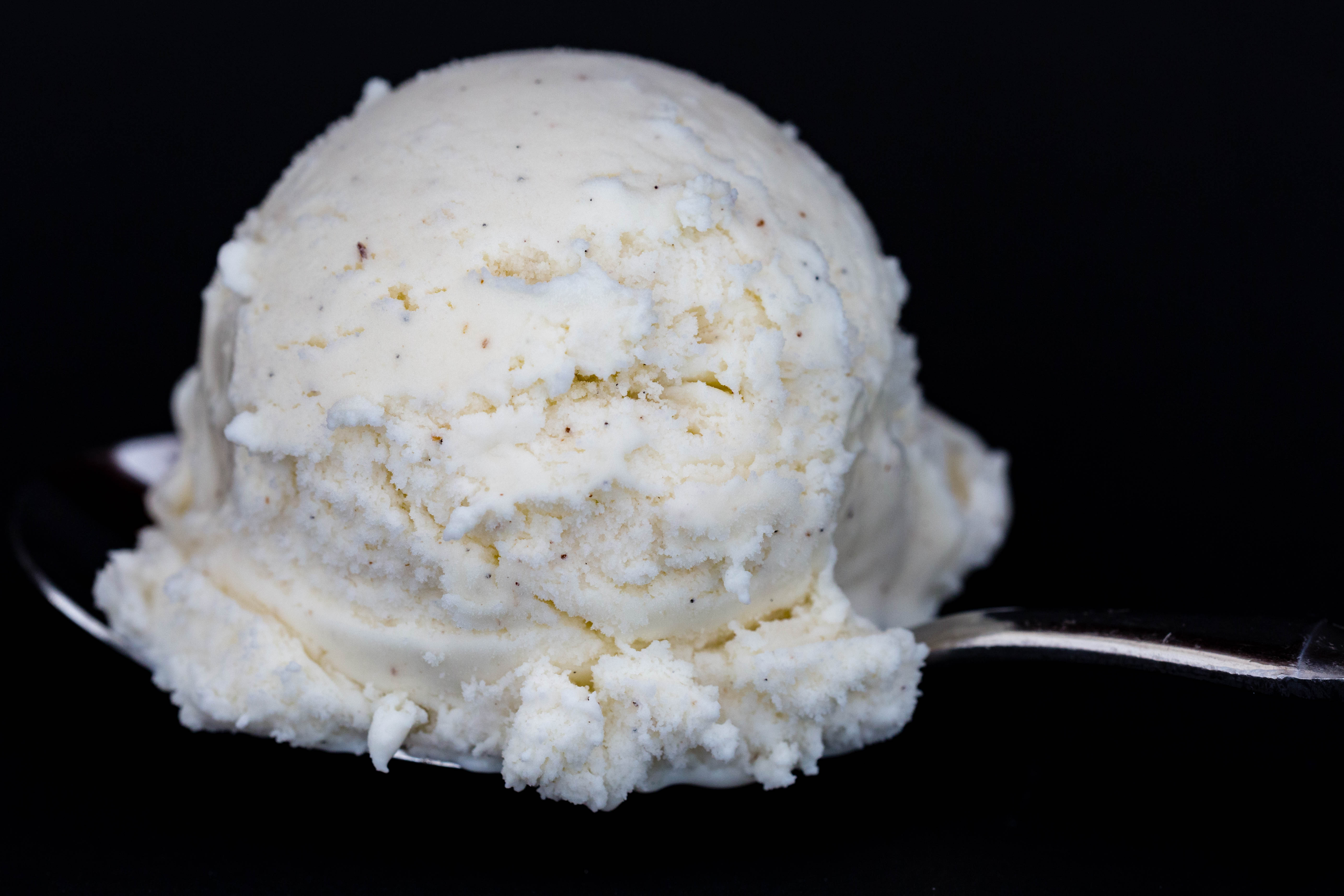